# 高友东
高友东（1958年5月—），河南项城人，中华人民共和国政治人物，现任中国民主促进会中央副主席、秘书长。

## 生平
1982年毕业于兰州大学中文系。